# 이칸 사보코

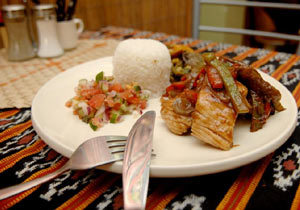
이칸 사보코와 바타르 다안, 쌀밥, 부두 소스

이칸 사보코(테툼어: ikan saboko)는 동티모르의 생선 요리이다.

## 이름
테툼어 "이칸(ikan)"은 "물고기, 생선"을 뜻하며, "(saboko)"는 "야자 잎에 싸서 굽는다"는 뜻이다.

## 만들기
주로 삼치가 쓰이지만, 참치 등 다른 생선을 쓰기도 한다. 생선을 타마린드 액, 칼라만시나 레몬 즙, 고추, 마늘, 양파, 바질 등 양념에 재어 두었다가 야자나무 잎에 싸서 불에 구워 낸다. 보통 쌀밥과 허브, 부두 소스와 함께 낸다.

## 같이 보기
- 이칸 페페스